# Phygadeuon cephalotes
Phygadeuon cephalotes là một loài tò vò trong họ Ichneumonidae.